# Atlantic Starr
Atlantic Starr — американская музыкальная группа. Получила известность благодаря композициям «Secret Lovers» (1985), «Always» (1987) и "Masterpiece" (1992).

## История
Первые два альбома группа выпустила под именем «Newban» на лейбле «Guinness» в 1977 году, но уже в том же году в Уайт-Плейнс группа сформировалась под именем «Atlantic Starr» в составе с Дэвидом, Уэйном и Джонатаном Льюисами. Состав группы неоднократно менялся на протяжении всего времени её существования.
Дебютный альбом группы с одноименным названием «Atlantic Starr» в 1978 году на лейбле A&M с продюсером Бобби Илаем в целом не оказался в центре внимания, но трек «Stand Up» занял 16 место в чарте Billboard среди синглов R&B). Илай также спродюсировал «Straight to the Point» 1979 года — второй альбом группы.
В 1981 году при работе над третьим альбомом «Radiant» группа сменила продюсера и привлекла Джеймса Кармайкла. Альбом имел значительно больший успех по сравнению с первыми двумя: альбом занял 5 место в чарте Top R&B/Hip-Hop Albums (6 июня 1981 года), а сингл «When Love Calls» занял 5 строчку в чарте Hot R&B/Hip-Hop Songs (16 мая 1981 года).
 Кармайкл также спродюсировал альбом «Brilliance» (1982) и «Yours Forever» (1983 года). Альбом «Brilliance» достиг 1 места в чарте Top R&B/Hip-Hop Albums (8 мая 1982 года), а трек «Circles» с него занял 2 строчку чарта Hot R&B/Hip-Hop Songs (8 мая 1982 года).
В 1984 году ради сольной карьеры группу покинула Шэрон Брайант, вместо неё в состав была принята Барбара Уизерс, с участием которой в 1985 году вышел последний альбом группы на лейбле A&M — «As the Band Turns», занявший 3 строчку чарта Top R&B/Hip-Hop Albums (1 марта 1986 года). Трек с этого альбома — «Secret Lovers» — достиг третьего места в чарте Billboard Hot 100 (22 марта 1986 года), а в чарте US Billboard Adult Contemporary занял 1 место (5 апреля 1986 года). Альбом был сертифицирован RIAA как «Золотой» (12 февраля 1986 года).
В 1987 году группа подписала контракт с лейблом Warner Bros. Records Inc. и выпустила альбом «All in the Name of Love» с хитом «Always», занявшим топовые места сразу в нескольких чартах США, Канады и Великобритании, в том числе 1 место в США в Billboard Hot 100 (13 июня 1987 года). Этот альбом стал последним для Уизерс в составе «Atlantic Starr». Альбом был сертифицирован RIAA как «Золотой» (2 июня 1987 года) и «Платиновый» (26 июля 2001 года).
В 1989 году был выпущен альбом «We’re Movin' Up», не сумевший повторить успехов предыдущих пластинок и ставший последним альбомом на лейбле Warner Bros.
С этого момента группа стала менять лейблы для каждого альбома, но добиться топовых мест в чартах ее альбомы уже не смогли. Наиболее заметным в этот период творчества стал трек «Masterpiece» с альбома «Love Crazy» 1992 года — трек занял 3 место в чарте Billboard Hot 100 (11 апреля 1992 года) и первое место в канадском Canada Adult Contemporary (RPM) (4 апреля 1992 года). Трек был сертифицирован RIAA как «Золотой» (27 мая 1992 года).

## Дискография
| Год  | Название альбома        |
| ---- | ----------------------- |
| 1978 | Atlantic Starr          |
| 1979 | Straight to the Point   |
| 1981 | Radiant                 |
| 1982 | Brilliance              |
| 1983 | Yours Forever           |
| 1985 | As the Band Turns       |
| 1987 | All in the Name of Love |
| 1989 | We’re Movin' Up         |
| 1991 | Love Crazy              |
| 1994 | Time                    |
| 1997 | All Because of You      |
| 1999 | Legacy                  |
| 2017 | Metamorphosis           |